# Adolfo Horta
Adolfo Horta Martinez (Camagüey, 1957. március 10. – 2016. november 28.) Háromszoros amatőr világbajnok és olimpiai ezüstérmes kubai ökölvívó.

## Eredményei
- 1978-ban világbajnok harmatsúlyban.
- 1979-ben aranyérmes a pánamerikai játékokon könnyűsúlyban.
- 1980-ban ezüstérmes az olimpián pehelysúlyban.
- 1982-ben világbajnok pehelysúlyban.
- 1983-ban aranyérmes a pánamerikai játékokon pehelysúlyban.
- 1986-ban világbajnok könnyűsúlyban.

Sorozatban tizenegyszer győzött a kubai bajnokságban, ebből négyszer harmatsúlyban (1976-1979), ötször pehelysúlyban (1980-1984), kétszer könnyűsúlyban (1985, 1986). 
Összesen 346 mérkőzést vívott amiből 319 alkalommal győzött és csak 27-szer kapott ki.